# Heather O'Neill
Pour les articles homonymes, voir O'Neill.
Heather O'Neill est une romancière, poète, nouvelliste, scénariste et journaliste canadienne née à Montréal en 1973.

## Biographie
Heather O'Neill est née à Montréal en 1973. Son père vient de Montréal et sa mère est originaire du sud des États-Unis. Elle a passé la première partie de son enfance à Montréal, mais après le divorce de ses parents, elle a vécu avec sa mère dans le Sud des États-Unis pendant plusieurs années avant de revenir s’installer chez son père. Elle habite Montréal depuis. Elle est diplômée du Collège Dawson et de l’Université McGill. Elle a une fille, Arizona, qu’elle a élevée comme mère célibataire, et qui est devenue artiste de bande dessinée.
Elle a publié son premier roman, Lullabies for Little Criminals (La Ballade de Baby), en 2006. Il est immédiatement devenu un succès de librairie. Le roman a ensuite été choisi pour l’édition 2007 de « Canada Reads » (version anglophone du Combat des livres), où il a été défendu par l’auteur-compositeur-interprète John K. Samson. Le roman est sorti vainqueur de la compétition. Il a reçu ou été en nomination pour plusieurs prix littéraires nationaux et internationaux. Aussi, Lullabies for Little Criminals a été un succès d’édition au Canada et est également devenu un best-seller sur le plan international, étant publié entre autres en France par les éditions 10/18 en 2008. O’Neill a été nommée par la revue Chatelaine comme une des femmes les plus influentes au Canada.
Son deuxième roman, The Girl Who Was Saturday Night a été publié en 2014. Il a été suivi en 2015 par un recueil de nouvelles, Daydreams of Angels. Son troisième roman, The Lonely Hearts Hotel, est paru en 2017. Les quatre œuvres ont été traduites en français, les trois dernières par la romancière et traductrice québécoise Dominique Fortier.
Ses textes ont été publiés dans The New York Times Magazine, The Guardian, Rookie Magazine, Elle, Chatelaine, le National Post, The Globe and Mail, le Toronto Star, et The Walrus. Ils ont également été diffusés dans le cadre de l'émission radiophonique This American Life et à la radio de la CBC. La revue LQ (Lettres québécoises) lui a consacré sa première page au printemps 2019.
Elle a été membre du jury du Prix Giller en 2018.

## Œuvres
- Lullabies for Little Criminals (2006)

- The Girl Who Was Saturday Night (2014)

- Daydreams of Angels (2015) (nouvelles)

- The Lonely Hearts Hotel (2017)

- Wisdom in Nonsense: Invaluable Lessons From My Father (2017) (essai)

- Shallow Grave (2021) (nouvelle inédite en langue originale)

- When We Lost Our Heads (2022)

- The Capital of Dreams (2024)

## Prix et honneurs
- 2007 : Finaliste du Prix littéraire du Gouverneur général pour la fiction (pour Lullabies for Little Criminals)[6]
- 2007 : Récipiendaire du Canada Reads, défendu par John K. Samson (pour Lullabies for Little Criminals)[7]
- 2007 : Récipiendaire du Hugh MacLennan Prize for fiction (pour Lullabies for Little Criminals)[8]
- 2007 : Finaliste du Amazon.ca /Books in Canada - First Novel Award (pour Lullabies for Little Criminals)
- 2007 : Finaliste du Barnes and Noble Discover Great New Writers Award (pour Lullabies for Little Criminals)
- 2007 : Finaliste pour le Grand Prix du Livre de Montreal
- 2008 : Finaliste pour le Exclusive Books Boeke Prize South Africa
- 2008 : Nommée pour le International Dublin Literary Award[9]
- 2010 : Récipiendaire du National Magazine Awards, Best Feature Short (ELLE CANADA)[10]
- 2011 : Récipiendaire du National Magazine Awards, Best Feature Short (CHATELAINE)[10]
- 2014 : Finaliste du Scotiabank Giller Prize (pour The Girl Who Was Saturday Night)[11]
- 2015 : Nommée pour le Baileys Women's Prize for Fiction (pour The Girl Who Was Saturday Night)[12]
- 2015 : Nommée pour le Frank O'Connor International Short Story Award (pour Daydreams of Angels)[13]
- 2015 : Finaliste du Scotiabank Giller Prize (pour Daydreams of Angels)[11]
- 2015 : Finaliste du Hugh MacLennan Prize for Fiction (pour Daydreams of Angels)[14]
- 2015 : Nommée pour le International Dublin Literary Award (pour Daydreams of Angels)[15]
- 2016 : Récipiendaire du Danuta Gleed Literary Award (pour Daydreams of Angels)[16]
- 2016 : Finaliste du Sunburst Award (pour Daydreams of Angels)[17]
- 2017 : Nommée pour le Baileys Women's Prize for Fiction
- 2017 : Gagnante du Hugh MacLennan Prize for Fiction
- 2019 : Gagnante du Writers' Trust Fellowship[18]

## Événements
Heather O’Neill participera au 37e Salon du livre de Trois-Rivières qui aura lieu du 27 au 30 mars 2025.